# ウミヒルガタワムシ科
ウミヒルガタワムシ科（ウミヒルガタワムシか、学名: Seisonidae）はワムシ類の科の1つ。海産甲殻類の体上のみで見られ、長い頸を持つなど特異な構造を持つ。この科単独で独立の目を置き、他のワムシ類全体と区別して更に上位の分類群を立てることが多い。

## 概説
この科のワムシは他の一般的なワムシ類とは大きく異なる特徴を持っている。普通のワムシは頭部にある繊毛帯で遊泳することが出来るが、本科のものではこの部分が著しく退化し、遊泳に用いることが出来ない。また他のワムシ類では雄が滅多に出現せず、あるいは存在しない群すらあり、その生殖は単為生殖に大きく負っているが、本科のものでは常に雄個体が存在し、通常の有性生殖が行われる。また本科の動物は全てが海産で、甲殻類であるコノハエビ属 Nebalia sp. の動物の体表で生活している。これは寄生性といわれたが、必ずしもそうではないようである。形態的にも独特で、長い頸部がある点で他のワムシと大きく異なる外見をしている。
本群は20世紀までは2種のみが知られ、いずれもウミヒルガタワムシ属 Seison とされたが現在では2種が追加され、また2属に分けられている。これら2属は形態的にも生態的にもはっきりと違った特徴を持ち、いずれもコノハエビ上で生活している。
全体として雄が極めて退化的なワムシ類の中で本群は雄も雌と同程度に発達した体を持ち、また生殖系などに原始的特徴が見られることからワムシ類の系統を考える上でも重視されている。また近縁の他群との関係を考える上でも重視される。
和名は必ずしも安定していない。目以上の分類群ではウミヒルガタワムシが使われる例が複数あるが、それらでも科名以下は学名仮名読みのセイソンを使う例が多い。ここではせっかくの和名なので巖佐他編著(2013),p.1579が属名までこの和名を用いているのに従った。

## 特徴
本群は伝統的にウミヒルガタワムシ属（セイソン属）1属のみと考えられてきたが、現在では2属に分けられる。この2属の区別は明確ではあるが、両属は全体としては共通の特徴を持つ。以下、主として古くから知られた Seison nebaliae とParaseison annulatus に基づいて記述する。なお、定訳がよく分からない言葉は仮の訳語としてあり原語を括弧付きで置く。

### 外部形態
大きさはP. annulatus の雌で約1 mm、雄はそれより小さくて0.4 - 0.7 mm。S. nebaliae はこの種より大きく、記録では最大で2.5 mmというものがある。この種では雄の方が大きい。それ以外の点ではこれら2種の構造は基本的には共通している。その体は4つの部分に分けられる。頭部 (head)、頸部 (neck)、胴部 (trunk)、それに脚部 (foot)である。頚部と脚部は節があって望遠鏡式に伸び縮み出来るが、頭部と胴部には節がない。
頭部
頭部は卵形で、成熟個体では長さ130 - 150 μm、幅50 - 60 μm、眼はない。
頭部は2つの偽体節に分かれ、それらは望遠鏡のように引っ込めることが出来る。その先端の部分は可動の外套状になっており、吻を形成する。この部分は腹面側の下唇に覆われる。吻の基部中央に口が開き、その両側には数対の繊毛束が並んでいる。
頸部
3つの部分からなり、長さ約250 - 280 μm程度、この部分は胴部の腹面に引き込むことが出来る。
胴部
ほぼ卵形だが後ろに向かって狭くなり、背面では盛り上がり、腹面は平らになっている。長さは230 - 290 μmほど。
脚部
長さ250 - 280 μmで、S. nebalisae では4節、P. annulatus では6節からなる。様々な長さの導管や粘着性の腺があり、それらの多くは末端の付着盤に開いており、その周囲はクチクラ性の環に囲まれる。脚部の最後の節はこの盤で終わるが、この部分は普通は背中に向かって沈み、腹面側には粘液腺の出口がある。

### 内部構造
消化系
大まかに言うと、消化系は咀嚼器を有する咽頭、長い食道、丸い形の胃、及び総排出口に繋がる短い腸から構成される。咽頭は細長く伸びて頭部全体の長さに及び、その腹面側にある。食道は頭部から腹部の収まる胃までを繋いでいる。胃は雌では大きくて胴部の2/3を占めるが、雄ではより小さく、生時にはほとんど見えないこともある。腸は短くて細く、消化吸収の働きは主として胃が行っていると思われる。腸は胃から肛門へと続くが、肛門の位置は雌雄で大きく異なる。雌に於いては総排出口は胴部の後方背面にある。雄の場合、総排出口は胴部の前端、頚部と胴部のつなぎ目付近の背面にある。
咀嚼器
咀嚼器はワムシ類に一般に備わる構造であり、その構造は分類上で重要な形質とされる。本群のそれは特殊で、初期には杖型 (virgate) とされ、後に下部型 (fulcirate) とされた。しかし他群の構造との比較、それを構成する要素が一般のワムシの何に当たるかという判断が研究者間で一致していない。その構造は対をなす3つの要素から出来ており、2対の噛み合わせ構造の基部が長く伸びており、全体としてとても細長いものとなっている。
神経系
脳は頭部の後方半ばを占め、そこから触角や後方などに伸びる神経束が観察される。
生殖系
雌では袋状の卵巣が1対あり、その中には胚腺と様々成熟過程の卵が含まれる。成熟した雌では卵巣は胴部の大半を占めるこの群以外のワムシ類の雌性生殖系には付属して存在する卵黄腺が本群では見られない。雄の生殖系は大きなUの字を描く構造で、胴部の内容の大きな部分を占める。それは対をなし、尾部側でくっついた袋状の精巣と、そこから前向きに伸びる容量の大きい器官とからなり、後者は胃の背面側を通って胴部前端の総排出口に繋がる。精巣内部には形成過程の精子があり、その下部の嚢内には成熟した精子が含まれる。それらは向きを揃えて袋に詰められている。

## 生態
全て海産で、海生の小型甲殻類であるコノハエビ属（Nebalia、軟甲綱薄甲目コノハエビ科）の体表で生活している。生息する宿主はこの動物に限られ、例えばこの動物と同時に採集される他の甲殻類の上で発見されたこともない。1個体の宿主上に本動物が100個体以上見られた例もあるが、宿主は何ら困難を受けているように見えなかったとか、12個体を乗せた宿主が自由に泳ぎ回っていたとかの観察がある。この動物は這うことが出来るが遊泳は出来ない。しかし活発に移動することは出来る。新しい宿主への移動は、少なくとも宿主の保育嚢内にいる幼生へ移動することで行われる。それ以外の方法については明らかでない。なお2005年に発見されたS. africana は甲殻類の体上から発見されたものではなく、同じサンプルにコノハエビ属の動物は含まれていなかったが、著者らはその構造が過去の種と極めて類似していることから同一の生活をしているものと判断している。
古くから知られた2種であるS. nebaliae と P. annulatus は同所で見られ、また同じ宿主個体上に2種が共存することが報告されている。ただしその場合、両者の付着部位には若干の違いがあり、前者は胸脚、背甲の縁に多く、希に触角や腹部に見られるのに対し、後者は腹肢にもっぱら付着する。

### 宿主との関係
寄生ないし共生となれば、宿主の種特異性、宿主の選択性が問題になりそうなものである。コノハエビ属は単独種ではなさそうなのでなおさら重要だと考えられる。ただ、この群に関しては宿主の報告はほとんどは属名のみか、あるいは種名不詳 (Nebalia sp.) の形でしか示されていない。これはむしろコノハエビ類の分類に不明部分が多いことに問題があるのかも知れない。
この動物群と宿主の関係、例えば寄生であるかどうかについては長く明らかにされていなかった。古くはP. annulatus の胃内容物の色が宿主動物の卵の色と同じであるとの観察から、宿主の卵を食べる寄生であるとの説があった。これはこの宿主動物が腹肢で卵を保護する性質があるため、その動物の付着位置からしても可能であるが、問題は宿主が通年に卵を保持しているとは考えがたい点であった。他方でS. nebaliae については胃内容から藻類やデトリタスが発見されており、この動物は便乗性、あるいは共生ではとも考えられた。
その後に顎の構造や動きからS. nebaliaeとS. africana は顎をポンプのように使って細菌を吸引して食べるものと判断された。従ってこれらの動物と宿主の関係は片利共生と判断出来る。他方でParaseison は宿主の血リンパを吸い上げて餌としており、外部寄生者と考えられる。

## 分布
コノハエビ属はほぼ世界中の浅い海底に生息し、日本にもこの群のものとしてコノハエビ N. japaneensis が知られている。それに対して、本群の分布はそこまで広くない。S. nebaliaeはヨーロッパ周辺の地中海と北西大西洋、それにカリフォルニア周辺の太平洋、それにチリのマゼラン海峡付近の南極海から知られている。P. annulatus の分布もほぼこれと重なり、また2005年にはSeison の新種がアフリカ・ケニアのインド洋から報告された。2012年にはParaseison の新種がカリフォルニア沖から発見された。上記のように日本にも宿主動物は分布するが本群のものは発見されていないようである。

## 分類と系統
本科のものは当初は単一の属のみと考えられたが、その時点でワムシ類全体の中でも特異なものとの判断があった。これはその形態が独特である点やその生殖がこの類の中で特異である点があげられる。
本群以外のワムシ類は大きく分けると双生殖巣類（ヒルガタワムシ類）と単生殖巣類（普通のワムシ類）の2つに区分されるが、そのいずれに於いても単為生殖が優勢で有性生殖はあまり行われない。前者では雌性生殖巣は対をなす一方、雄は群全体を通じて未発見である。後者では雄は希に出現するだけであり、それも雌に比べると遙かに小型で退化的であり、生殖巣は1つしかない。
これらに比べ、本群では雌雄個体は互いに遜色ない程度の発達した器官を持ち、また雌雄は常に存在し、繁殖は有性生殖で行われる。また雌雄共に対をなす生殖巣を有する。これらの特徴は普通の動物群であれば当たり前のもだが、ワムシ類の中では突出している。このような点も含め、ワムシ類の中で極めて祖先的な形質を持つものとの判断があった。たとえばWallace & Colburm(1989)はワムシ類全体の系統を分岐分類学的に解析し、本群がそれ以外のワムシ類全体に対して姉妹群をなし、ワムシ類は単系統であってこの群がその基底で分化し、続いて双生殖巣類が分化したという系統樹を描いており、これが従来のこの群の分類体系をほぼ追認するとの判断を示している。
しかしその後の分子系統の進歩からこの類の系統への判断でも大きな変化があった。特に大きいのが鉤頭虫（鉤頭動物）がワムシ類の系統に含まれるという情報である。つまりワムシ類だけでは側系統となり、ここに鉤頭動物を含めて初めて単系統群が成立するという。そんな中でワムシ類内部の系統関係に関する判断も揺れており、上記の大きな群の区分そのものは健在ながらその関係については議論が多い。比較的新しいものとしてSorensen & Giribet(2006)によると、以下のようになっている。
- ワムシ類はやはり鉤頭虫を含んで初めて単系統群となる。
- この単系統群は大きく2つのクレードに分かれ、その一つは単生殖巣類（普通のワムシ）である。
- もう1つのクレードは巣生殖巣類（ヒルガタワムシ）、セイソン科、それに鉤頭虫からなる (Hemirotiferaと呼ばれる)。
- このクレードの中で双生殖巣類と鉤頭虫類はそれぞれに単系統をなし、セイソン科は鉤頭虫類と姉妹群をなす。

つまり、本群はワムシ類の中で鉤頭類との関係を考える重要な位置にあることになる。更にこれらの群と類縁があるらしい動物群として微顎類（微顎動物門）と顎口動物門があげられる。これらの系統関係も未だ不明であり、更にワムシ類内の各群の関係も疑問が多く、それらの問題に於いて本群の重要性はとても大きいと考えられる。ワムシ類と関連する群の系統関係を考える上での『鍵の役割』をもつとも言われる。
分類体系はこの群のそれが安定しないため何通りかを見ることが出来る。ほぼ共通するのは目以下で、以下の通り。
- Seisonida ウミヒルガタワムシ目
  - Seisonidae ウミヒルガタワムシ科（セイソン科）

この目を含む上位群として岩槻・猿渡監修(2000)では次のようにしてある。
- 輪形動物門
  - ウミヒルガタワムシ綱：ウミヒルガタワムシ目のみ
  - ヒルガタワムシ綱
  - 単生殖巣綱

また巖他編著(2013)ではこうである。
- 輪形動物門
  - 側輪虫綱：ウミヒルガタワムシ目のみ
  - 真輪虫綱：この下に亜綱としてあとの2群を置く。

### 下位分類
この科には現在は以下の2属があり、それぞれに2種、計4種が知られている。上記のようにこの2属は咀嚼器の構造が明確に異なり、摂食方法や生態の違いと直結していると考えられている。
- Seison ウミヒルガタワムシ（セイソン）属 Grube, 1861
  - S. africanus Sorensen et al. 2005
  - S. nebaliae Grube 1861.
- Paraseison （パラセイソン属）
  - P. annulatus (Claus 1876)
  - P. kisfaludyi Leasi et al. 2005.

最初に発見されたのは1861年のS. nebaliaeであり、続いてP. annulatusが発見され、1876年に同属の新種として記載された。その後P. annulatusを1887年に別属の新種Paraseisonn asplanchnus とした研究者がおり、この時点では検討の結果この種は最初の種と同属との判断となった。それから遙かに下って2005年、アフリカで第3の種が発見された際、この群の咀嚼器の構造や働きについて詳細な検討がなされ、その結果としてこの新種はSeison 属の新種と見ていいが、P. annulatus については咀嚼器の構造と働き、それに生態的性質にも明確な違いがあり、それが恐らく系統の違いを反映するものと判断されたことでParaseison が本群のもう1つの属として復活することになった。更にその後にParaseisonに新たに新種1種が追加された。